# Vieques (wyspa)
Vieques – wyspa-gmina miejska w Portoryko. Leży na wschód od głównej wyspy, Portoryko. Powierzchnia Vieques to 135 km², wyspę zamieszkuje 9531 osób (2000).

## Historia
Badania wykazały, że Vieques była pierwotnie zamieszkiwana przez Indian, przybyłych z Ameryki Południowej ok. 1500 lat przed Kolumbem, który postawił stopę na Portoryko w 1493 roku.
Po krótkiej wojnie między miejscowymi Indianami a Hiszpanami, wyspa została podbita przez Hiszpanię, a miejscowa ludność stała się niewolnikami.
W roku 1811 Don Salvador Meléndez, wówczas gubernator Portoryko, wysłał na Vieques Juana Rosselló, który rozpoczął proces zasiedlania wyspy osadnikami z Portoryko.
W roku 1816 Vieques odwiedził Simón Bolívar.
Teófilo José Jaime María Le Guillou, uznawany za założyciela miasta Vieques, przybył na wyspę w roku 1823, zapoczątkował on okres przemian społecznych i ekonomicznych na wyspie.
W drugiej połowie XIX w. na Vieques przybyły tysiące czarnych imigrantów, pracujących na plantacjach trzciny cukrowej. Niektórzy przybyli jako niewolnicy, część zaś – z własnej woli, z przyczyn ekonomicznych. Większość pochodziła z pobliskich wysp Saint Thomas, Nevis, Saint Kitts, Saint Croix i innych. Jak nigdy dotąd, czarnoskórzy mieszkańcy Vieques stali się największą i najbardziej znaczącą częścią społeczności Vieques. Wielu mieszkańców wyspy nie uważa się za portorykańczyków, lecz za osobny naród.
W latach 40. XX w. armia USA zajęła na potrzeby wojskowe 60% powierzchni Vieques, włącznie z farmami i plantacjami trzciny cukrowej, co stworzyło zagrożenie bezrobociem i wyludnieniem wyspy w wyniku emigracji mieszkańców na Portoryko i do innych krajów, w poszukiwaniu miejsca zamieszkania i pracy. Później, teren wyspy był używany jako poligon wojskowy, m.in. testowano tu bomby lotnicze i pociski rakietowe.
Sugerowano później związek między tymi testami a wyższą niż na sąsiednich wyspach zachorowalnością na raka, zwłaszcza w związku z podejrzeniami o stosowanie zubożonego uranu w pociskach. Badania przeprowadzone przez dr. Nayda Figueroa, epidemiologa z portorykańskiego Cancer Registry, wykazują zachorowalność na wyspie wyższą o 31% niż na głównej wyspie Portoryko.
W marcu 1999 mieszkaniec Vieques, David Sanes, został zabity przez bombę podczas ćwiczeń wojskowych. Cywilny pracownik marynarki wojennej USA, Sanes, pełnił swe obowiązki w punkcie obserwacyjnym oddalonym o 2,5 km od celu ćwiczebnego. Jedna z bomb spadła 10 m od niego i eksplodowala, zabijając go na miejscu.
Mieszkańcy Vieques oraz przybyli z zewnątrz pacyfiści domagali się po tym zdarzeniu zaprzestania dalszego wykorzystywania wyspy w charakterze poligonu. Młoda Milivi Adams, mieszkanka wyspy cierpiąca na raka, stała się symbolem tego protestu (zmarła rankiem 17 listopada 2002). Wkrótce potem, Portorykańczycy z całego kraju, oraz portorykańscy imigranci z USA przybyli na Vieques, by zaprotestować przeciwko bombardowaniu wyspy, nielegalnie przedostając się na tereny wojskowe i przedstawiając się jako cele amerykańskich bombardowań, rozbili tamże obóz. Poparcie dla tego protestu wyraziło wiele znanych osób: przywódca ruchu niepodległościowego Rubén Berríos, piosenkarze – Danny Rivera i Ricky Martin, bokserzy Edward James Olmos i Félix Trinidad, gwatemalski noblista Rigoberta Menchú. Poparli do też znani Amerykanie: Robert F. Kennedy Jr., Al Sharpton, oraz Jesse Jackson. Część protestujących na miejscu zostało aresztowanych za nielegalne wkroczenie na teren wojskowy. Sharpton i Kennedy również spędzili jakiś czas w areszcie, gdy pomagali uwięzionym w Portoryko, a państwo Kennedy jednemu z synów nadali imiona Aidan Caohman Vieques Kennedy.
W roku 1999 ówczesny gubernator Pedro Rosselló rozpoczął rozmowy z rządem USA, próbując znaleźć rozwiązanie problemu. W roku 2001, gubernator Sila María Calderón podpisała umowę, w której prezydent USA George W. Bush zobowiązał się do zaprzestania ćwiczeń wojskowych na Vieques począwszy od maja 2003.
1 maja 2003, armia zaczęła opuszczać Vieques, co zostało nagłośnione w światowych mediach. Rozochoceni tym mieszkańcy wyspy zniszczyli wówczas budynki i sprzęt pozostawiony przez marynarkę amerykańską dla Portoryko, wyrządzając szkody szacowane na 750 000 USD.
Od tego czasu na wyspie nie było większych napięć. Odnotowano wzrost liczby turystów, Vieques staje się popularnym miejscem wypoczynku. Teren należący uprzednio do amerykańskiej marynarki wojennej przekazano Amerykańskiej Agencji ds. Ryb i Dzikich Zwierząt (U.S. National Fish & Wildlife Service) oraz rządowi Portoryko i gminie Vieques do wspólnego zarządzania. Tereny na wschodzie byłego poligonu, które najbardziej ucierpiały w wyniku bombardowań, nadal są zamknięte dla turystów. Jednakże większość dawnych poligonów jest obecnie dostępna, w tym atrakcyjne plaże. Pozostały teren jest sukcesywnie rekultywowany.
Obok atrakcji archeologicznych, jak La Hueca, i piaszczystych plaż, atrakcją Vieques są dwie dziewicze zatoki, w których występuje zjawisko bioluminescencji.

## Geografia
Wyspa Vieques mierzy 34 km ze wschodu na zachód, szerokość wyspy wynosi niespełna 5 km. Daje to powierzchnię lądową 135 km². Natomiast gmina Vieques, wraz z powierzchnią wód ma obszar 348,15 km². Wyspa leży 16 km na wschód od Portoryko.
Na wyspie są jedynie dwie miejscowości: Isabel Segunda na wybrzeżu atlantyckim i Esperanza na wybrzeżu karaibskim.
Najwyższym szczytem na wyspie jest Monte Pirata, 285 m n.p.m.

## Galeria

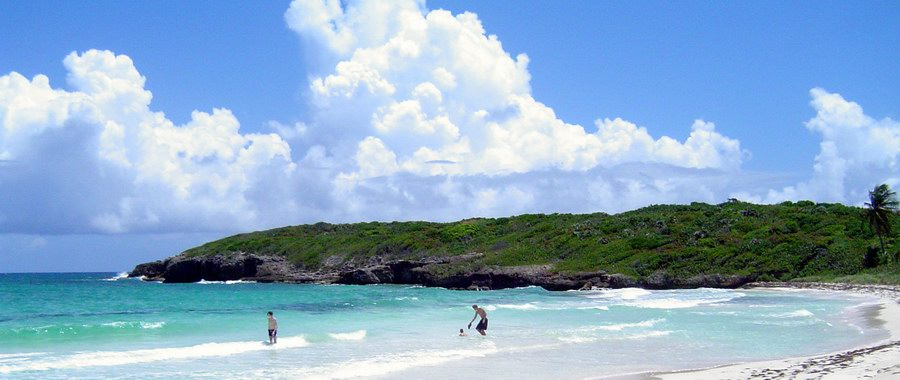
Navio Beach

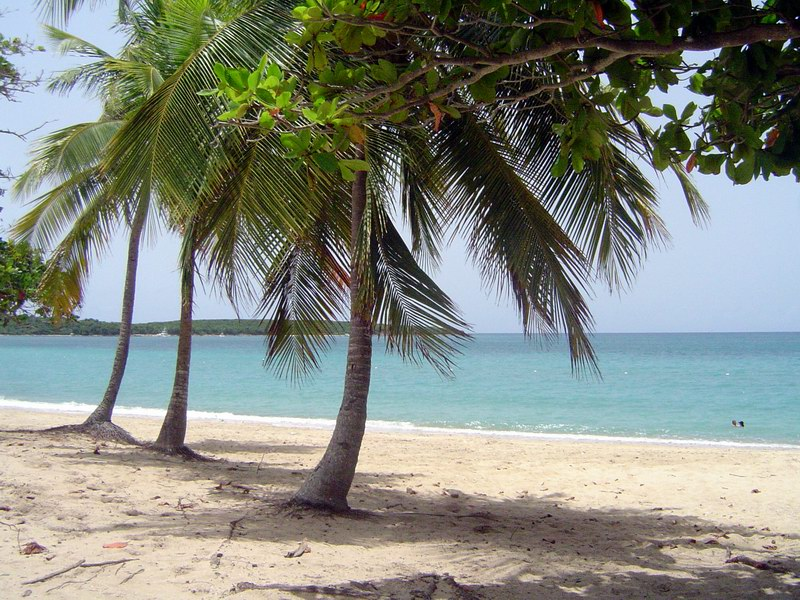
Zatoka Sun Bay
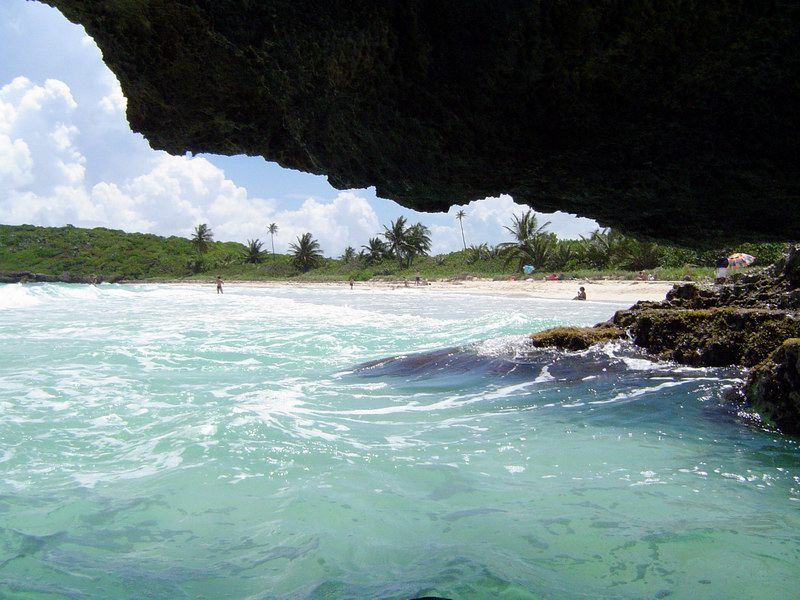
Widok na plażę Navio Beach
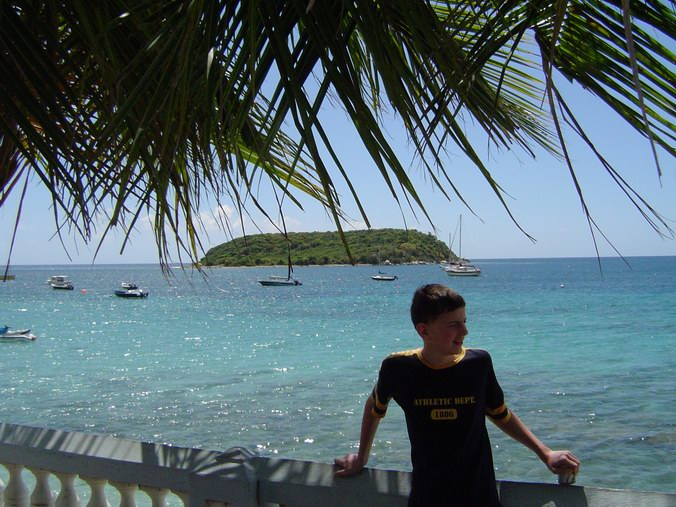
Cayo Fuera